# Den långa vägen ut ur Helvetet
Den långa vägen ut ur Helvetet, även känd som The Long Hard Road out of Hell, är en självbiografi av Marilyn Manson. Den svenska översättningen gjordes av Johan Lindell. Boken handlar om Mansons uppväxt och kändisliv, samt hans band, Marilyn Manson. Om droger, sex, festande och misslyckande. Men också bra stunder. Personerna i boken är i vissa fall egentligen flera personer som man satt ihop till en för att skydda individerna. Neil Strauss har varit med och skrivit boken. Neil Strauss har även varit med och skrivit Mötley Crües bok "The Dirt".
Självbiografin är skriven 1998 och blev till en New York Times bestseller. 
| ”                                               | Ömsom rörande, komisk, skakande och obehaglig... Någonting liknande har aldrig funnits förut. | „ |
| – Rolling Stone Magazine's kommentar till boken |                                                                                               |   |

## Svensk utgivning
- Manson, Marilyn; Strauss, Neil (2007). Marilyn Manson - Den långa vägen ut ur Helvetet. BTM Books. Libris 10673561. ISBN 91-85651-00-1 (inb.)

..